# Barbara Dex
Barbara Maria Karel Deckx (n. 22 ianuarie 1974, Turnhout, Flandra, Belgia), cunoscută sub numele de scenă Barbara Dex, este o cântăreață belgiană care și-a reprezentat țara la Concursul Muzical Eurovision 1993 cu piesa Iemand als jij („Cineva ca tine”).
Premiul Barbara Dex poartă numele ei, făcând referire la ținuta pe care a purtat-o la Eurovision, care a fost descrisă de jurnalistul Eurovision din Marea Britanie William Lee Adams drept „care arată ca un abajur”.